# La Región (Bolivia)
La Región es un periódico digital editado en Bolivia y en idioma español, disponible en internet desde el 12 de mayo de 2012, con sede principal en Santa Cruz de la Sierra. El medio fue fundado y es dirigido por Doly Leytón Arnez. En 2019 se sumó como socia Rocío Lloret Céspedes, actual directora Editorial. La Región es el primer medio de prensa especializado en medioambiente y turismo de Bolivia.
En 2022, La Región ganó el Concurso de Soluciones para el Turismo Sostenible en Bolivia, y en 2023 fue uno de los 100 medios seleccionados para ser parte del programa de educación y aceleración Anuma Digital Latam. Así mismo, el proyecto periodístico “Voces de La Región” fue seleccionado para recibir financiamiento de la iniciativa News Equity Fund (Fondo de Equidad de Noticias) de la empresa Google.
La Región forma parte del directorio de medios digitales SembraMedia.